# Łukasz Fabiański
Łukasz Marek Fabiański (Kostrzyn nad Odrą, 18 de abril de 1985) é um futebolista polonês que atua como goleiro. Atualmente, está sem clube.

## Carreira

### O início
Iniciou a sua carreira no Polonia Słubice, juntando-se à academia do MSP Szamotuły quando atingiu os catorze anos. Jogou ainda no Lubuszanin Drezdenko, Sparta Brodnica and Mieszko Gniezno, transferindo-se na temporada 2004/05 para o Lech Poznań.

### Legia Warszawa
No Inverno de 2005, assinou pelo Legia Warszawa, onde competiu com Artur Boruc por um lugar na equipe titular. Depois deste ser vendido ao Celtic, Fabiański iniciou como titular contra o Arka Gdynia, em 24 de julho de 2005. Passou então a ser o goleiro titular da equipe de Varsóvia.
As suas atuações nas temporadas 2005-06, ano em que venceu a Campeonato Polonês, e 2006-07 levaram-no a conquistar o prêmio Football Oscar, como melhor goleiro da liga.

### Arsenal
Em 11 de maio de 2007, o treinador do Arsenal, Arsène Wenger, confirmou que Fabiański havia sido contratado pelo clube londrino. Duas semanas depois, em 26 de maio de 2007, o goleiro assinou oficialmente um contrato de longo prazo, com valores não revelados.
Na temporada 2007-08, foi muito pouco utilizado, participando de oito jogos (três pela liga e cinco pela Carling Cup).

### Swansea City
Após vencer a FA Cup na temporada 2013-14 pelos Gunners, Fabiański em fim de contrato com o Arsenal, acabou assinando com o Swansea City.

### West Ham
Em 20 de junho de 2018, o West Ham anunciou a contratação do goleiro polonês.
Em 6 de julho de 2022, o West Ham anunciou a renovação do contrato de Fabiański até junho de 2023.

## Seleção nacional
Representou regularmente a seleção polonesa sub-21, e as suas boas atuações no Legia Warszawa levaram-no a representar a seleção principal.
Estreou num amistoso contra a Arábia Saudita, em 6 de março de 2006. Três meses depois, foi convocado por Paweł Janas para a disputa da Copa do Mundo, realizada na Alemanha. Não chegou a atuar no torneio, ficando na reserva de Artur Boruc, que havia sido seu companheiro no Legia Warszawa.
Nas eliminatórias para a Euro 2008, participou de um jogo como titular, contra a Sérvia, em 21 de novembro de 2007.

## Títulos
Legia Warszawa
- Campeonato Polonês: 2005–06

Arsenal
- Copa da Inglaterra: 2013–14

West Ham
- Liga Conferência Europa da UEFA: 2022–23

### Prêmios individuais
- Melhor goleiro do Campeonato Polonês: 2006 e 2007